# Peter Back
Peter Back (Gelnhausen, 1962) is een Duitse jazzmusicus, die tenor- en sopraansaxofoon speelt.

## Biografie
Back kreeg vanaf zijn negende klarinetles, toen hij twaalf was stapte hij over op de saxofoon. Hij studeerde aan het conservatorium in Arnhem en aan de Hochschule für Musik und Tanz Keulen (jazz en populaire muziek, en inclusief pedagogiek).
Back is medeoprichtrer van het Main-Kinzig-Jazz-Quartet en hij richtte de bigband 17m op. Als instrumentalist werkte hij met Heinz Sauer, Emil Mangelsdorff, Günter Lenz, Michael Wollny, Chaka Khan, Uli Partheil/Ack van Rooyen en de hr-Bigband. Albert Mangelsdorff haalde hem in 1999 binnen in het hr-Jazzensemble, waarmee hij veel speelde voor de radio en twee albums opnam. Hij was met Martin Lejeune lid van de Soul Jazz Dynamiters (een album in 2009).
Hij is verbonden aan de Musikschule Main-Kinzig, in 2016 kreeg hij een cultuurprijs van de Landkreis Main-Kinzig-Kreises.